# Peterhead
Peterhead (gael. Ceann Phàdraig) – miasto w północno-wschodniej Szkocji, w jednostce administracyjnej (council area) Aberdeenshire, port nad Morzem Północnym, położony na południe od ujścia rzeki Ugie. Jest to najbardziej na wschód wysunięte miasto Szkocji. Leży 45 km od miasta Aberdeen, 238 km od Glasgow i 194 km od Edynburga. W 2022 roku miasto liczyło 19 791 mieszkańców.